# Kublai Khan
Kublai Khan (in mongolo  Хубилай хаан, Khubilaj khaan; anche Qubilai qaghan o, nelle lingue turche, Kubilay Han) (23 settembre 1215 – Khanbaliq, 18 febbraio 1294) è stato un condottiero mongolo, 5º Khagan dal 1260 al 1294, nonché fondatore del primo Impero cinese della Dinastia Yuan.
Figlio secondogenito di Tolui e Sorgaqtani Beki, quindi nipote di Gengis Khan e successore del fratello Munke, in quanto Gran Khan dei mongoli, Kublai è anche noto come l'ultimo dei Gran Khan.

## Biografia
Apparteneva a una famiglia di condottieri, conquistatori e sovrani mongoli: suo fratello Hülegü conquistò infatti la Persia fondando l'Ilkhanato, e anche suo cugino Kaidu, figlio del secondo Gran Khan Ögödei, fu un importante condottiero mongolo e per tutta la sua vita fu acerrimo oppositore dello stesso Kublai Khan.
In Europa, Kublai Khan era noto sin dal Medioevo, in quanto Marco Polo visitò il Catai durante il suo regno, divenendo presto un suo favorito e servendo alla sua corte per oltre diciassette anni, secondo quanto racconta lui stesso nel Milione.

### Primi anni
Da giovane, Kublai studiò la cultura cinese e se ne innamorò. Nel 1251, allorché suo fratello maggiore Mongke diventò Khan dell'impero mongolo, fu da lui nominato governatore dei territori meridionali dell'impero. Governò bene, aumentando la produzione agricola dello Henan e, dopo che gli fu assegnata anche Xi'an, migliorò i servizi sociali. Tali attività furono accolte con grande favore dai signori della guerra cinesi e risultarono essenziali per la fondazione della Dinastia Imperiale Yuan in Cina.
Nel 1253 gli fu ordinato di attaccare lo Yunnan, e distrusse l'antico Regno di Dali, mentre il suo generale Uriyankadai avanzava fino sulle coste dell'odierno Vietnam (1257). Nel 1258, Mongke gli affidò il comando dell'esercito orientale ordinandogli di attaccare sia il Sichuan, e per la seconda volta lo Yunnan.
Ma nel 1259, prima che potesse arrivare in aiuto del fratello, Khubilai apprese che suo fratello maggiore Möngke era morto. Continuò quindi l'attacco a Wuhan, ma di lì a poco ricevette la notizia che il suo fratello minore Arig Bek aveva il controllo della situazione: raggiunto prontamente un accordo di pace con le truppe della Dinastia Song, tornò nelle pianure mongole.

### Gran Khan dei mongoli
Alla morte di Mongke (1259), nell'impero mongolo si creò una situazione di ostilità tra il fratello maggiore, Arig Bek, capo delle tribù nomadi orientali, deciso a mantenere e imporre le usanze tradizionali del popolo mongolo, e gli altri due, Hülegü e Khubilai, inclini al contrario a una fusione con le popolazioni sottomesse.
Arig Bek era di stanza in Asia centrale, a Karakorum, mentre Khubilai era in Cina. Due Kuriltai vennero indetti contemporaneamente con l'elezione all'unanimità di due Gran Khan, ciascuno tra i propri generali. La guerra civile che ne conseguì si concluse nel 1264 con la vittoria di Khubilai, che impose di essere riconosciuto Gran Khan dei mongoli, e catturò e ridusse in catene il fratello, che due anni dopo morì in prigionia.
Ma durante questa guerra, Li, il governatore di Yizhou, si rivoltò contro il dominio mongolo. Khubilai schiacciò prontamente la ribellione, ma questo evento lo rese diffidente nei riguardi dell'etnia Han. Divenuto imperatore, istituì dunque diverse leggi contro di loro, come il bando dei titoli di Signore della guerra e il divieto di imporre balzelli.
L'impero mongolo venne così suddiviso, ma lo era già di fatto, in quattro Khanati, ciascuno governato da un diverso khan, sotto la supervisione (più teorica che reale) del Gran Khan. Il khanato del Kipchak (detto anche Orda d'Oro) governava l'Asia centro-occidentale, l'Ilkhanato governava l'Asia sud-occidentale, il Khanato Chagatai governava l'Asia Centrale e il Gran khanato controllava in realtà unicamente Karakorum e la Cina. Con questa conquista fu raggiunta la massima estensione dell'Impero.

### Imperatore della Cina

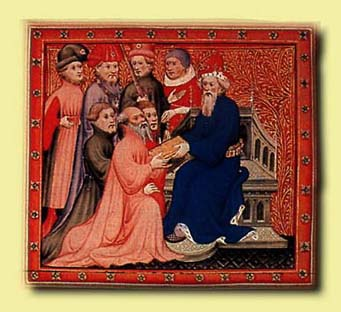
Marco Polo e Khubilai Khan

Come imperatore della Dinastia Yuan, Khubilai Khan lavorò per minimizzare l'influsso dei signorotti regionali, che avevano detenuto grande potere prima e durante la Dinastia Song. La già citata diffidenza verso l'etnia cinese degli Han gli fece preferire uomini appartenenti ad altri gruppi etnici.
Nell'8º anno di Zhiyuan (1271), Khubilai dichiarò ufficialmente la creazione della Dinastia Yuan, e l'anno dopo ne proclamò come capitale la località di Pechino, allora denominata Khanbalik (città del Khan o Cambuluc - secondo Marco Polo - o Dadu 大都 lett. grande capitale). Per unificare la Cina, nell'11º anno di Zhiyuan Khubilai organizzò un'enorme offensiva contro ciò che rimaneva della Dinastia Song di Hangzhou e nel 16º (1279) la distrusse, unificando finalmente il paese.
Regnò meglio dei suoi predecessori, da sovrano assoluto, promuovendo la crescita economica dell'impero con la ricostruzione del Grande Canale Cinese, il restauro degli edifici pubblici e l'ampliamento della rete viaria. Tuttavia la sua politica interna si fondava anche su aspetti delle antiche tradizioni mongole. E con il perdurare del suo regno, tali usi entrarono sempre più frequentemente in conflitto con la cultura tradizionale dei cinesi negli ambiti dell'economia, della società, e anche della religione (o filosofia di vita). Introdusse inoltre la moneta cartacea, benché l'inflazione e l'assenza di una disciplina fiscale finissero con il convertire in un disastro l'iniziativa. Incoraggiò le arti cinesi e dimostrò tolleranza religiosa, fatta eccezione per il taoismo.
Entrato in contatto con l'abate di Sakya Drogön Chögyal Phagpa, ne fece un suo consigliere, affidandogli la sovranità temporale del Tibet e il compito di creare l'alfabeto tibetano. L'impero fu visitato da diversi europei, in particolar modo, negli anni 1270, Marco Polo, che vide forse la capitale estiva di Shangdu (上都; lett. capitale superiore o Xanadu).
Dopo avere conquistato lo Yunnan e il Goryeo (Corea), sotto la pressione dei suoi consiglieri mongoli, tentò la conquista di Giappone, Myanmar (Birmania), Tran Hung Dao (Vietnam) e Giava. Ma il fallimento di questi costosissimi tentativi, unitamente all'introduzione della moneta cartacea, causò una forte inflazione, anche se Khubilai Khan, riuscì a costringere i signori della guerra di nordovest e nordest a capitolare, assicurando stabilità a quelle regioni. Khubilai Khan morì nel 31º anno di Zhiyuan (1294).

### Le invasioni del Giappone
Khubilai Khan tentò due volte di invadere il Giappone in cerca di oro, ma entrambe le volte i samurai resistettero con fermezza e un tempo inclemente distrusse le sue flotte. Il prodromo fu l'invio di un ambasciatore ufficiale con la richiesta di sottomissione (1266): il messaggio fu respinto. La prima invasione ebbe quindi luogo nel 1274, quando una flotta di un migliaio di navi e una forza di 45.000 uomini furono inviate verso il nord verso l'isola di Kyūshū allo scopo di tentarne la conquista. Un violento uragano decimò la spedizione, costringendola a tornare indietro.
Dopo una seconda ambasceria, la seconda invasione avvenne nel 1281, con una flotta di più di 1.170 grosse giunche da guerra, ciascuna lunga oltre 70 metri. Tuttavia i giapponesi erano preparati per contrastarla e avevano costruito un muro alto alcuni metri sull'isola dov'era previsto che i mongoli toccassero terra, onde impedire ai loro cavalli di sbarcare con facilità. La campagna militare fu organizzata male, tanto che la flotta proveniente dalla Corea raggiunse il Giappone molto prima di quella proveniente dalla Cina. Ancora una volta aiutati da un violento uragano, i giapponesi combatterono con grande valore e sconfissero gli imponenti eserciti cinese e coreano dei mongoli.

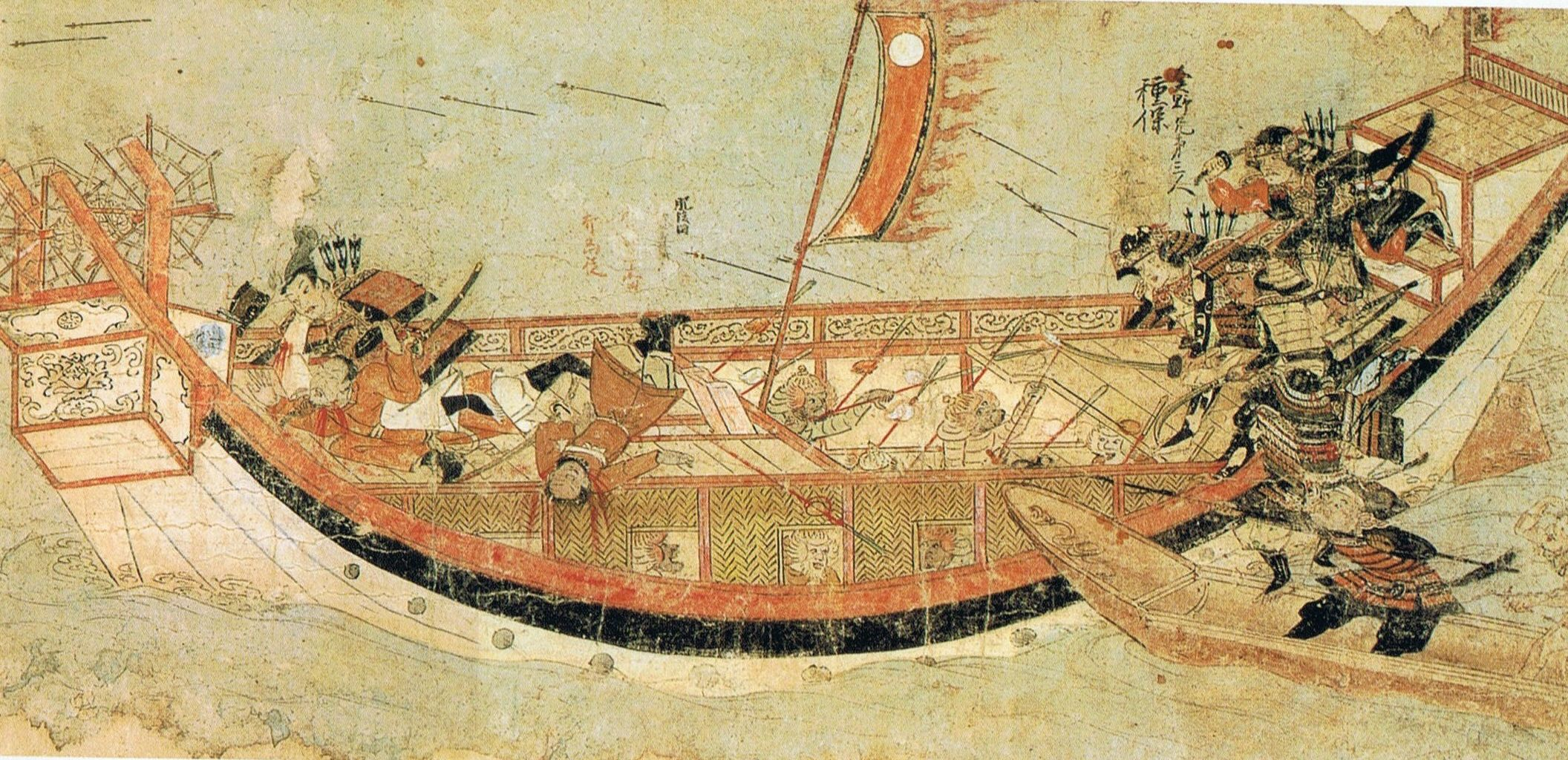
Samurai giapponesi all'arrembaggio di una nave mongola nel 1281. Moko Shurai Ekotoba, 1293 ca.

L'archeologo Kenzo Hayashida fu a capo della spedizione che scoprì i relitti della flotta della seconda invasione al largo della costa occidentale di Takashima. Le sue scoperte suggeriscono con forza che Khubilai Khan procedette con troppa fretta al tentativo di conquistare il Giappone e quindi cercò di costruire la sua gigantesca flotta in un solo anno (mentre l'impresa ne avrebbe richiesti 5), costringendo i cinesi a usare tutte le navi disponibili, comprese le imbarcazioni fluviali, del tutto inadatte ad affrontare l'alto mare.
Secondo John Pearson, autore di Qubilai Khan (2005): «Il costo di queste sconfitte portò il Khan a svalutare la moneta centrale, aggravando ulteriormente l'inflazione che già cresceva. Inoltre aumentò le tasse. Questi problemi economici indussero il popolo cinese a provare rancore verso i mongoli, che non pagavano le tasse». In The Mongol Conquerors David Nicole scrive: «Queste disastrose sconfitte distrussero in tutta l'Asia il mito dell'invincibilità dei mongoli». Aggiungendo inoltre che Khubilai Khan era probabilmente determinato a preparare una terza invasione, malgrado il gravissimo costo delle due precedenti sconfitte sia in termini economici che di prestigio mongolo e suo personale. Soltanto la sua morte avrebbe dunque impedito questo terzo tentativo, cui si opponeva per altro il parere unanime dei suoi consiglieri.
All'inizio del 2006, le teorie che la flotta di Khubilai fosse composta completamente di barche fluviali furono tuttavia messe in discussione, allorché gli archeologi scoprirono prove della costruzione di chiglie tonde, progettate per la navigazione in mare aperto. Secondo una teoria attuale, una nuova tecnologia mongola nel campo degli esplosivi avrebbe portato alla produzione di ordigni paragonabili alle attuali bombe a mano, la cui efficacia, venuto il momento di usarle contro il Giappone, si sarebbe tuttavia rivelata fallimentare a causa dell'inesperienza dei mongoli nel servirsene.

### Le invasioni del Vietnam
Già dal 1225 i mongoli, che controllavano la maggior parte della Cina settentrionale e della Manciuria, avevano mire espansionistiche anche sulla Cina meridionale e sul Vietnam. Nel 1257, nel 1284 e nel 1287 gli eserciti del Khubilai Khan procedettero dunque a tre successive invasioni del Vietnam, ogni volta saccheggiandone la capitale Thăng Long (l'odierna Hanoi), scoprendo che i vietnamiti avevano già previsto le loro invasioni, evacuando la città. Malattie, scarsità di rifornimenti e clima, unitamente alla strategia vietnamita delle imboscate e alla tecnica della terra bruciata, mandarono a monte le prime due invasioni.
Anche la terza (1287), guidata dal principe Toghan, benché forte di 500.000 uomini e di una flotta enorme, fu sconfitta dai vietnamiti guidati dal generale Tr̀ân Khánh Dư. Ripetendo una tecnica già impiegata nel 938 da Ngô Quỳȇn contro una flotta d'invasione cinese, i vietnamiti conficcarono nel letto del fiume Bąch Đǻng pali dal puntale in ferro, dopo di che una loro piccola flottiglia attirò nel fiume la flotta mongola proprio mentre la marea stava cominciando a crescere. Intrappolata o danneggiata dai pali con il puntale in ferro, i 400 scafi di cui essa era forte affondarono e furono catturati o arsi dal lancio di frecce incendiarie. L'esercito mongolo riparò di conseguenza in Cina, continuando a subire imboscate delle truppe di Tr̀ân Khánh Dư.

### Gli ultimi anni e la morte
Nei tardi anni della sua vita Khubilai fu afflitto da una forte gotta. Ingrassò per la cattiva alimentazione e in particolare, si disse, per aver mangiato troppi organi interni di animali. Si crede che avesse assunto queste abitudini dopo la morte della moglie preferita e del suo erede designato. Probabilmente le sue abitudini alimentari aumentarono il livello di acido urico nel suo sangue e ciò causò i suoi problemi di gotta, che alla fine ne causarono il decesso (1294).
Come per Gengis Khan, la salma del grande imperatore fu riportata in patria e sepolta in un sepolcreto familiare nel Khentii aimag.

## Kublai Khan in letteratura
- Già nel 1797 Samuel Taylor Coleridge nella poesia Kubla Khan celebra Xanadu, la leggendaria residenza estiva dei signori mongoli come metafora di lusso e benessere.
- Nel romanzo Le città invisibili di Italo Calvino Kublai Khan è descritto come ascoltatore di Marco Polo.
- Nel romanzo Time of the Dragons di Robert Shea, attraverso la figura di una delle sue concubine, vengono descritte la sua battaglia in Cina, la sua ascesa al trono alla morte del padre ed i conseguenti problemi con il fratello.
- Il romanzo Steppensöhne (Fratellastri) di Hans Baumann tratta della vita del fratello di Kublai Khan e di Arig Bek ai tempi di Gengis Khan.

e in musica:
- Il melodramma di Antonio Salieri, Cublai, gran kan de' Tartari, su libretto di Giovanni Battista Casti, composto nel 1778, ma rappresentato solo il 18 giugno 1998 allo Stadttheater di Würzburg[11], in traduzione tedesca (Kublai, Großer Khan der Tataren) e con la regia di Ulrich Peters,[12] pone in ridicolo la corte degli zar attraverso la rappresentazione della corte di Kublai.